# Leichtathletik-Weltmeisterschaften 1987/Medaillenspiegel
Diese Tabelle zeigt den Medaillenspiegel der Leichtathletik-Weltmeisterschaften 1987 in Rom. Die Platzierungen sind nach der Anzahl der gewonnenen Goldmedaillen sortiert, gefolgt von der Anzahl der Silber- und Bronzemedaillen (lexikographische Ordnung). Weisen zwei oder mehr Länder eine identische Medaillenbilanz auf, werden sie alphabetisch geordnet auf dem gleichen Rang geführt.
| Medaillenspiegel | Medaillenspiegel    | Medaillenspiegel | Medaillenspiegel | Medaillenspiegel | Medaillenspiegel |
| Platz            | Land                | Gold             | Silber           | Bronze           | Gesamt           |
| ---------------- | ------------------- | ---------------- | ---------------- | ---------------- | ---------------- |
| 1                | DDR                 | 10               | 11               | 10               | 31               |
| 2                | Vereinigte Staaten  | 10               | 4                | 6                | 20               |
| 3                | Sowjetunion         | 7                | 12               | 6                | 25               |
| 4                | Bulgarien           | 3                | –                | 1                | 4                |
| 5                | Kenia               | 3                | –                | –                | 3                |
| 6                | Italien             | 2                | 2                | 1                | 5                |
| 7                | Großbritannien      | 1                | 3                | 4                | 8                |
| 8                | Portugal            | 1                | 1                | –                | 2                |
| 9                | Finnland            | 1                | –                | –                | 1                |
| 9                | Marokko             | 1                | –                | –                | 1                |
| 9                | Norwegen            | 1                | –                | –                | 1                |
| 9                | Schweden            | 1                | –                | –                | 1                |
| 9                | Schweiz             | 1                | –                | –                | 1                |
| 9                | Somalia             | 1                | –                | –                | 1                |
| 15               | Frankreich          | –                | 2                | 1                | 3                |
| 16               | Australien          | –                | 2                | –                | 2                |
| 17               | Jamaika             | –                | 1                | 3                | 4                |
| 18               | BR Deutschland      | –                | 1                | 2                | 3                |
| 19               | Rumänien            | –                | 1                | 1                | 2                |
| 19               | Spanien             | –                | 1                | 1                | 2                |
| 19               | Tschechoslowakei    | –                | 1                | 1                | 2                |
| 22               | Dschibuti           | –                | 1                | –                | 1                |
| 22               | Nigeria             | –                | 1                | –                | 1                |
| 24               | Kuba                | –                | –                | 2                | 2                |
| 25               | Belgien             | –                | –                | 1                | 1                |
| 25               | Brasilien           | –                | –                | 1                | 1                |
| 25               | Volksrepublik China | –                | –                | 1                | 1                |